# Юнацький чемпіонат АФФ з футболу (U-19)
Юнацький чемпіонат АФФ з футболу (U-19) — щорічний міжнародний футбольний турнір, який розігрується між юнацькими командами членів Федерації футболу АСЕАН (АФФ), на який іноді запрошуються збірні з решти країн Азії. 

## Історія
Турнір почав розігруватись з 2002 року на рівні юнацьких збірних до 20 років (за винятком 2003 року, коли було проведено спеціальне змагання для гравців до 18 років), однак 2008 року АФФ відбулося за ініціативою Азійської футбольної конфедерації після того, як на юнацькому чемпіонаті Азії був зменшений віковий ценз до 19 років.

## Призери
| Рік         | Господар         |           | Фінал             | Фінал          | Фінал          |                   | Матч за 3-тє місце | Матч за 3-тє місце | Матч за 3-тє місце |
| Рік         | Господар         | Чемпіон   | Результат         | Фіналіст       | 3-тє місце     | Результат         | 4-те місце         |                    |                    |
| ----------- | ---------------- | --------- | ----------------- | -------------- | -------------- | ----------------- | ------------------ | ------------------ | ------------------ |
| 2002 Деталі | Таїланд Камбоджа | Таїланд   | 4 – 0             | М'янма         | Лаос           | 2 – 1             | В'єтнам            |                    |                    |
| 2003 Деталі | М'янма В'єтнам   | М'янма    | 4 – 0             | Малайзія       | Сінгапур       | 1 – 1 (5–4 пен. ) | В'єтнам            |                    |                    |
| 2005 Деталі | Індонезія        | М'янма    | 1 – 0             | Малайзія       | Лаос           | 4 – 1             | В'єтнам            |                    |                    |
| 2006 Деталі | Малайзія         | Австралія | Кругова система   | Малайзія       | Таїланд        | Кругова система   | В'єтнам            |                    |                    |
| 2007 Деталі | В'єтнам          | В'єтнам   | 1 – 0             | Малайзія       | Таїланд        | 2 – 0             | М'янма             |                    |                    |
| 2008 Деталі | Таїланд          | Австралія | 0 – 0 (3–1 пен. ) | Південна Корея | КНР            | 3 – 0             | Таїланд            |                    |                    |
| 2009 Деталі | В'єтнам          | Таїланд   | 2 – 2 (5–3 пен. ) | Австралія      | В'єтнам        | 3 – 0             | Малайзія           |                    |                    |
| 2010 Деталі | В'єтнам          | Австралія | 1 – 0             | Таїланд        | Південна Корея | 1 – 1 (7–6 пен. ) | В'єтнам            |                    |                    |
| 2011 Деталі | М'янма           | Таїланд   | 1 – 1 (5–4 пен. ) | В'єтнам        | Малайзія       | 0 – 0 (4–2 пен. ) | М'янма             |                    |                    |
| 2012 Деталі | В'єтнам          | Іран      | 2 – 1             | Узбекистан     | Австралія      | 4 – 0             | В'єтнам            |                    |                    |
| 2013 Деталі | Індонезія        | Індонезія | 0 – 0 (7–6 пен. ) | В'єтнам        | Східний Тимор  | 4 – 2             | Лаос               |                    |                    |
| 2014 Деталі | В'єтнам          | Японія    | 1 – 0             | В'єтнам        | Таїланд        | 1 – 0             | М'янма             |                    |                    |
| 2015 Деталі | Лаос             | Таїланд   | 6 – 0             | В'єтнам        | Лаос           | 1 – 1 (3–2 пен. ) | Малайзія           |                    |                    |
| 2016 Деталі | В'єтнам          | Австралія | 5 – 1             | Таїланд        | В'єтнам        | 4 – 0             | Східний Тимор      |                    |                    |
| 2017 Деталі | М'янма           | Таїланд   | 2 – 0             | Малайзія       | Індонезія      | 7 – 1             | М'янма             |                    |                    |
| 2018 Деталі | Індонезія        |           |                   |                |                |                   |                    |                    |                    |